# Ганна Керолайн Аазе
Ганна Керолайн Аазе (англ. Hannah Caroline Aase; 1883 — 1980) — ботанік і цитолог США.

## Біографія
Аазе отримала ступінь бакалавра мистецтв в Університеті Південної Дакоти в 1906 році, а в 1928 році закінчила Університет штату Південна Дакота. У 1915 році вона отримала ступінь доктора філософії в Чиказькому університеті. У дисертації 1915 року вона вивчала судинну анатомію мегаспорофілів хвойних дерев. Вона стала інструктором ботаніки в Університеті штату Вашингтон в 1914 році і викладала морфологію. Була членом факультету до 1949 року і першим професором емеритом. Вона часто виступала співавтором статей про Allium aaseae, цибулю Аазе. Після виходу на пенсію, вона продовжувала працювати в цій галузі, читаючи технічні журнали. Університет штату Вашингтон заснував стипендією Аазе в ботаніці, яка використовувалася при наборі нових аспірантів.

## Вибрані публікації
- Aase, Hannah Caroline. Vascular Anatomy of the Megasporophylls of Conifers (1915). The Botanical Gazette[5]
- Aase, Hannah Caroline. Cytology of Triticum, Secale, and Aegilops hybrids, with reference to phylogeny (1930). Editor State College of Washington, 60 pp.
- Aase, Hannah Caroline and Ownbey, Francis Marion. Cytotaxonomic studies in Allium (1955). Number 1-3 of Research studies of the State College of Washington: Monographic supplement. Editor State College of Washington, 106 pp[8].